# 孫曰恭
孫曰恭（1397年—1442年），字恭斋，号翼蓭，江西豐城縣人。明朝翰林。国子监博士孙贞之三子。

## 生平
孫曰恭於永樂二十一年（1423年）中鄉試，第二年聯捷甲辰科會試。傳聞殿試之後，孫曰恭本被擬定為一甲第一，但成祖發現“曰恭”二字合成一個“暴”字，心中不悦，故划掉曰恭之名，又見第二人名“邢宽”，便說道“孫暴不如刑宽”，於是將邢宽擢為一甲第一，孫曰恭為第三。
孫曰恭進士及第後，按例授翰林院編修。宣德五年（1430年）五月，升修撰。宣德十年（1435年）七月任《宣宗实录》同修官。正统三年（1438年）四月，《宣宗实录》修成，升侍讀。